# 효정황후 (융경제)
효정황후 이씨(孝定皇后 李氏, 가정 25년 11월 19일(1546년 12월 21일) ~ 만력 42년 2월 9일(1614년 3월 18일))는 융경제의 후궁이자 만력제의 생모이다. 통주(通州) 곽현(漷縣) 출신이며, 아버지는 무청백(武淸伯) 이위(李偉)이다.

## 생애
이씨는 15세에 궁녀로 입궁을 하였다가, 유왕부(裕王府)의 궁녀로 일하면서 유왕(裕王) 주재후(朱載垕)의 첩실로 간택되었다. 융경 원년(1567년) 융경제가 즉위한 후에 귀비(貴妃)로 책봉을 받았고, 그 다음해에 아들인 주익균(朱翊鈞)이 황태자로 책봉되었다.
융경 6년(1572년) 융경제가 붕어하고 만력제가 즉위하면서 황태후가 되었으며, 거처를 자녕궁(慈寧宮)으로 옮겼다. 만력 42년 2월(1614년)에 붕어하였다.

## 존호, 시호, 능호
만력제 즉위 후에는 자성황태후(慈聖皇太后)라는 존호를 받았고, 다시 10년 후에 존호를 추가하여 자성선문명숙황태후(慈聖宣文明肅皇太后)라는 존호를 받았다. 그리고 여러 차례에 걸쳐 존호가 추가되어, 최종적으로 자성선문명숙정수단헌공희황태후(慈聖宣文明肅貞壽端獻恭熹皇太后)가 되었다.
시호는 효정정순흠인단숙필천조성황후(孝定貞純欽仁端肅弼天祚聖皇后)이다. 능호는 소릉(昭陵)이며, 신주는 숭선전(崇先殿)에 모셔져 있다.